# Saint-Agnan-sur-Sarthe
Saint-Agnan-sur-Sarthe é uma comuna francesa na região administrativa da Normandia, no departamento Orne. Estende-se por uma área de 6,07 km². Em 2010 a comuna tinha 99 habitantes (densidade: 16,3 hab./km²).